# Смаст
Смаст (словен. Smast) — поселення на лівому березі річки Соча в общині Кобарід, Регіон Горишка, Словенія. Висота над рівнем моря: 243,9 м.